# Adela Pankhurst
Pour les articles homonymes, voir Pankhurst.
Adela Constantia Pankhurst Walsh, née le 19 juin 1885 à Chorlton-cum-Hardy, Lancashire (Royaume-Uni) et morte le 23 mai 1961 à Sydney (Australie) est une anglo-australienne connue pour avoir été la chef de file des suffragettes en Australie. Elle joue un rôle politique majeur au début du XXe siècle en participant à la fondation du Parti communiste d'Australie, qu'elle reniera en 1928 pour aller vers la droite conservatrice.

## Biographie

### Famille et premiers pas de suffragette
La mère d'Adela Pankhurst, Emmeline Pankhurst (née Goulden), est mannoise.  
Adela Pankhurst naît au sein d'une famille fortement impliquée dans la politique. Ainsi, son père, Richard Pankhhurst, est barrister et un candidat socialiste à la Chambre des communes du Royaume-Uni. Sa mère, Emmeline Pankhurst et ses sœurs, Sylvia et Christabel sont membres du Parti travailliste indépendant et comptent parmi les leaders du mouvement des suffragettes au Royaume-Uni. Elles créent le Women's Social and Political Union, pour lequel Adela Pankhurst travaille en tant qu'organisatrice, convaincue qu'une fois les femmes autorisées à voter, les enfants ne souffriraient plus. Adela Pankhurst tracte pour le Parti travailliste indépendant. 
Adela Pankhurst fait ses études secondaires à la Manchester High School for Girls. Elle commence, sans finir, une formation d'enseignante à la Disley Road school, où les conditions de pauvreté de ses élèves l’émeuvent.
En 1906, elle interrompt un discours de Winston Churchill et Lloyd George. Elle gifle un policier au cours d'une manifestation, ce qui lui vaut d’être emprisonnée à la prison de Strangeways de Manchester.
En novembre 1909, elle se joint à une manifestation qui interrompt un discours de Winston Churchill dans sa circonscription de Dundee. Elle est de nouveau arrêtée avec Helen Archdale, Catherine Corbett et Maud Joachim. Bien qu'Adela Pankhurst entame une grève de la faim comme d'autres suffragettes, elle n'est pas nourrie de force car le directeur de la prison et le superviseur médical estiment que « l'action de son cœur était violente et laborieuse ».
Après s'être fait plusieurs fois arrêter pour ses actions en tant que suffragette, elle prend ses distances à l'égard du mouvement suffragiste. Elle s'inscrit ensuite à l'école d'horticulture pour jeunes filles, le Studley College (en) dans le Warwickshire. 
La préférée de sa mère était Christabel et toutes deux gèrent la Women's Social and Political Union comme si l'organisation leur appartenait. Elle se brouillent avec bon nombre de leurs bénévoles et partisanes, notamment Sylvia et Adela Pankhurst. Ces dernières croyaient au socialisme alors qu'Emmeline et Christabel font pression pour le droit de vote des femmes de la classe moyenne. Sylvia est évincée de l'association et crée sa propre association dissidente dans l'Est de Londres. Christabel aurait dit à Sylvia : « Je m'en fous si tu es multipliée par cent, mais une Adela, c'est beaucoup trop ». 
Après un séjour en Italie où elle accompagne Helen Archdale, elle émigre en Australie en 1914, ayant rompu ses liens avec sa famille. Adela Pankhurst reçoit 20 £, un ticket pour le bateau en direction de l'Australie et une lettre la présentant à Vida Goldstein. Elle ne reverra plus sa famille.

### Départ en Australie

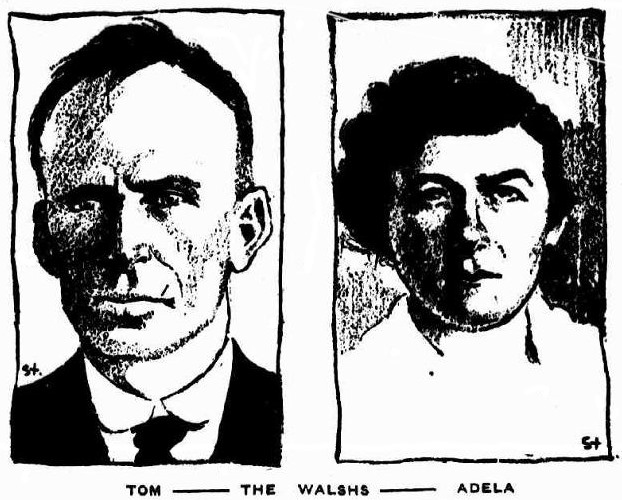
Tom et Adela Walsh (Smith's Weekly, 1922).

En Australie, Adela Pankhurst est accueillie en héroïne en raison de la réputation de sa famille. Vida Goldstein la recrute pour la seconder dans l'organisation de la Women's Peace Army (en) à Melbourne et elle devient rapidement l'une de leurs meilleures oratrices. Libérée de sa mère, elle rejoint le Parti socialiste du Victoria et réutilise les techniques des suffragettes pour interrompre les discours.  
Elle écrit alors un livre, Put Up the Sword. Elle fait campagne quotidiennement contre la conscription australienne et pour la paix aux côtés du futur Premier ministre John Curtin. En août 1917, la police l’arrête lors d'une marche contre la hausse des prix due à la Première Guerre mondiale.
En 1915, avec Cecilia John, secrétaire de la Women's Peace Army, elle fait une tournée en Australie, créant des branches locales de la Women's Peace Army. En 1916, elle voyage en Nouvelle-Zélande, s'adressant à de grandes foules, et visite de nouveau la Nouvelle-Galles du Sud et le Queensland en faisant valoir l'importance de l'opposition féministe au militarisme.
En août 1917, Adela Pankhurst est arrêtée lors d'une marche contre la hausse des prix alimentaires à Melbourne, dans le contexte d'une série de manifestations parfois violentes et inhabituelles pour l'époque en ce qu'elles sont dirigées par des femmes. Une pétition au Premier ministre australien demandant sa libération rassemble plus de 5 000 signatures, parmi lesquelles celle de la suffragette britannique Louie Cullen qui vit désormais à Melbourne. 
Le 30 septembre 1917, elle épouse Tom Walsh, un syndicaliste membre de la Federated Seamen's Union of Australasia, avec qui elle a un fils et cinq filles. Ensemble, ils combattent la guerre car ils estiment qu'elle diminue les conditions de vie des travailleurs. Bien qu'il fût suggéré qu'Adela Pankhurst se maria pour éviter la déportation en raison de son non respect de l'interdiction des manifestations publiques, le mariage fut heureux.
En 1920, elle prend part à la fondation du Parti communiste d'Australie mais le quitte en 1923.
À la suite de sa désillusion sur le communisme, elle fonde un groupe consacré aux valeurs familiales et à la lutte anti-communiste en 1927, l'Australian Women's Guild of Empire. En 1941, Adela Pankhurst rejoint le mouvement nationaliste d'extrême droite Australia First Movement (en). Elle visite le Japon en 1939 et est arrêtée puis emprisonnée en mars 1942 pour son plaidoyer en faveur de la paix avec le Japon. Elle est libérée en octobre après avoir démarré une grève de la faim.
Elle se retire de la vie publique peu après la mort de son mari, en avril 1943.
En 1960, elle se convertit au catholicisme. Elle meurt le 23 mai 1961 et est enterrée dans la foi catholique.

## Reconnaissance posthume
Son nom et sa photo (ainsi que ceux de 58 autres partisans du suffrage féminin) figurent sur le socle de la statue de Millicent Fawcett dévoilée en 2018 sur Parliament Square, à Londres,,.
Pankhurst Crescent, dans la banlieue de Canberra, est nommé en son honneur.